# André Jougla de Paraza
 (septembre 2009).
Si vous disposez d'ouvrages ou d'articles de référence ou si vous connaissez des sites web de qualité traitant du thème abordé ici, merci de compléter l'article en donnant les références utiles à sa vérifiabilité et en les liant à la section « Notes et références ».
Pour les articles homonymes, voir Jougla et Paraza (homonymie).
André Jougla de Paraza, né à Béziers le 12 novembre 1702 et mort à Paris le 26 février 1769, est un magistrat français.

## Biographie
Après des études de sciences et de droit à Paris, il fut nommé conseiller au parlement de Toulouse en 1727. Il fut par la suite nommé quatre fois député à la cour, et chargé d'épineuses affaires. Il comptait parmi ses relations le chancelier Henri François d'Aguesseau, dont il mit les œuvres en ordre après sa mort. Il fut aussi reçu mainteneur de l'Académie des Jeux floraux en 1730.
Il fut entre autres seigneur de Pompertuzat.
Une de ses filles épouse Louis-Gaspard de Roger de Cahuzac, comte de Caux. 